# Kuroyume
Kuroyume (jap. 黒夢 „czarny sen”) – rockowa grupa założona w prefekturze Gifu w Japonii, w 1991. Jedynymi stałymi członkami grupy byli wokalista Kiyoharu i basista Hitoki.
Zaczęli jako grupa visual kei i w ciągu całej kariery utrzymali podobny wizerunek. Zespół miał wpływ na scenę visual kei. Jest uznawany za inspirację dla wielu zespołów visual kei z końca lat '90, a także dla zespołów, które tworzyły Nagoya kei.
Zespół zawiesił działalność na czas nieokreślony w dniu 29 stycznia 1999 roku. Został oficjalnie rozwiązany po końcowym koncercie na żywo 29 stycznia 2009 roku, jednak w styczniu 2010 r. Kiyoharu ogłosił wznowienie Kuroyume. Grupa na dobre została rozwiązana w 2015 roku.

## Członkowie

### Obecni
- Kiyoharu (jap. 清春) – wokal
- Hitoki (jap. 人時) – gitara basowa

### Byli
- Shin (jap. 臣) – gitara
- Hiro – perkusja
- Eiki (jap. 鋭葵) – perkusja

## Dyskografia

### Single
- Chuuzetsu (20 lipca 1992)
- For Dear (9 lutego 1994)
- Ice My Life (20 lipca 1994)
- Yasashi Higeki (8 marca 1995)
- Miss Moonlight (26 kwietnia 1995)
- Beams (13 października 1995)
- See You (21 lutego 1996)
- Pistol (17 kwietnia 1996)
- Like @ Angel (18 listopada 1996)
- Nite & Day (10 kwietnia 1997)
- Spray (4 czerwca 1997)
- Shounen (19 listopada 1997)
- Maria (8 kwietnia 1998)
- My Strange Days (31 marca 1999)
- Misery (9 lutego 2011)
- Aron (15 maja 2011)
- Alone (25 maja 2011)
- Heavenly (24 sierpnia 2011)
- Kingdom (6 września 2013)
- Guernika (11 grudnia 2013)
- I Hate Your Popstar Life (11 grudnia 2013)
- Reverb (26 marca 2014)

### Albumy
- Ikiteita Chuzetsuji... (25 grudnia 1992)
- Nakigara o... (11 czerwca 1993)
- Mayoeru Yuritachi –Romance of Scarlet–  (9 marca 1994)
- Cruel (31 sierpnia 1994)
- Feminism (10 maja 1995)
- Fake Star – I’m Just a Japanese Fake Rocker (29 maja 1996)
- Drug Treatment (27 czerwca 1997)
- Corkscrew (27 maja 1998)
- Headache and Dub Reel Inch (2 listopada 2011; Avex Trax)
- Kuro to Kage (29 stycznia 2014)

### Albumy (Live)
- 1997.10.31 Live at Shinjuku oft (16 stycznia 1998)
- Kuroyume „the End” –Corckscrew a Go Go! Final– 09.01.29 Budokan  (18 marca 2009)

### Składanki
- EMI 1994-1998 Best or Worst (17 lutego 1999)
- Kuroyume Complete Rare Tracks 1991-1993 –Indies Zenkyokushu– (10 czerwca 2000)
- Kuroyume Singles (27 marca 2002)
- Kuroyume Complete Singles (29 września 2003)
- Kuroyume Box (28 kwietnia 2004)

### Demo
- Kuroyume (29 sierpnia 1991)
- Ikiteita Chuzetsuji... (25 stycznia 1992)

### Tribute Album
- Fuck the Border Line (9 lipca 2011)

### Wideo
- Under (31 października 1992)
- Neo Under (5 września 1992)
- Deep Under (20 grudnia 1993)
- Tanmei no Yuritachi (6 lipca 1994)
- Theater of Cruel (28 września 1994)
- Tour Feminism Part 1 (27 września 1995)
- Live at Shinjuku Loft (18 października 2000)
- DVD Pictures Vol.2 (18 października 2000)
- Fuck the Fake Star: The Newest Feather (20 lipca 2011)